# Nannacara adoketa
Nannacara adoketa es una especie de peces de la familia Cichlidae en el orden de los Perciformes.

## Morfología
Los machos pueden llegar alcanzar los 4,9 cm de longitud total.

## Hábitat
Vive en zonas de clima tropical entre 22 °C-28 °C de temperatura.

## Distribución geográfica
Se encuentran en Sudamérica:  cuenca del río Negro (cuenca del río Amazonas ).